# South Dumdum
South Dumdum è una suddivisione dell'India, classificata come municipality, di 392.150 abitanti, situata nel distretto dei 24 Pargana Nord, nello stato federato del Bengala Occidentale. In base al numero di abitanti la città rientra nella classe I (da 100.000 persone in su).

## Geografia fisica
La città è situata a 22° 36' 39 N e 88° 24' 34 E.

## Società

### Evoluzione demografica
Al censimento del 2001 la popolazione di South Dumdum assommava a 392.150 persone, delle quali 200.182 maschi e 191.968 femmine. I bambini di età inferiore o uguale ai sei anni assommavano a 31.270, dei quali 15.960 maschi e 15.310 femmine. Infine, coloro che erano in grado di saper almeno leggere e scrivere erano 326.063, dei quali 173.165 maschi e 152.898 femmine.

### Salute
Nel 2007 si è verificato un focolaio di febbre tifoide in uno slum di South Dumdum a causa del consumo di acqua e cibo contaminato. La probabile causa fu identificata nel consumo di prodotti lattiero-caseari di un negozio di dolci, dove l'approvvigionamento idrico are collocato nelle vicinanze di uno scarico aperto collegato alla rete fognaria.